# Sam440ep
Sam440, även känd under sitt kodnamn Samantha, är en serie av moderkort som produceras av italienska företaget ACube Systems Srl. Kortet är baserat på en PowerPC 440EP (Power Architecture)-processor från AMCC.
Dess primära mål är den industriella marknaden och den kan köra operativsystem såsom Linux och AmigaOS 4.
Ingen ny hårdvara har släppts för AmigaOS 4 sedan AmigaOnemaskinerna upphörde under år 2006, i april 2009 är Sam440ep det enda Amiga-kompatibla systemet i produktion.

## Framstående funktioner
Framstående funktioner (inklusive alla versioner):
- Låg energiförbrukning
- Passiv kylning (ingen fläkt på kylflänsen)
- Skalbarhet

## Versioner

### Sam440ep
Sam440ep var det första moderkortet producerat av ACube Systems Srl.
- 400/533/600/667 MHz AMCC PowerPC 440EP SoC-processor
- 128/256/512 MB 266 MHz DDR SDRAM fastlödda på moderkortet
- 1× DDR RAM slot stödja upp till 512 MB RAM.
- 1× 32-bit, 66 MHz PCI slot
- 1× Flashminne enhet
- 4× USB2 hamnar, 1x USB1
- 2× Ethernet 10/100 portar
- 4× Serial ATA portar
- Cirrus Logic CS4281 och Realtek ALC655 audio
- ATI Radeon Mobility M9-grafik med 64 MB VRAM, S-video och DVI ut.
- GPIO expansions-anslutningshanterare
- Lattice XP expansion FPGA

### Sam440ep-flex

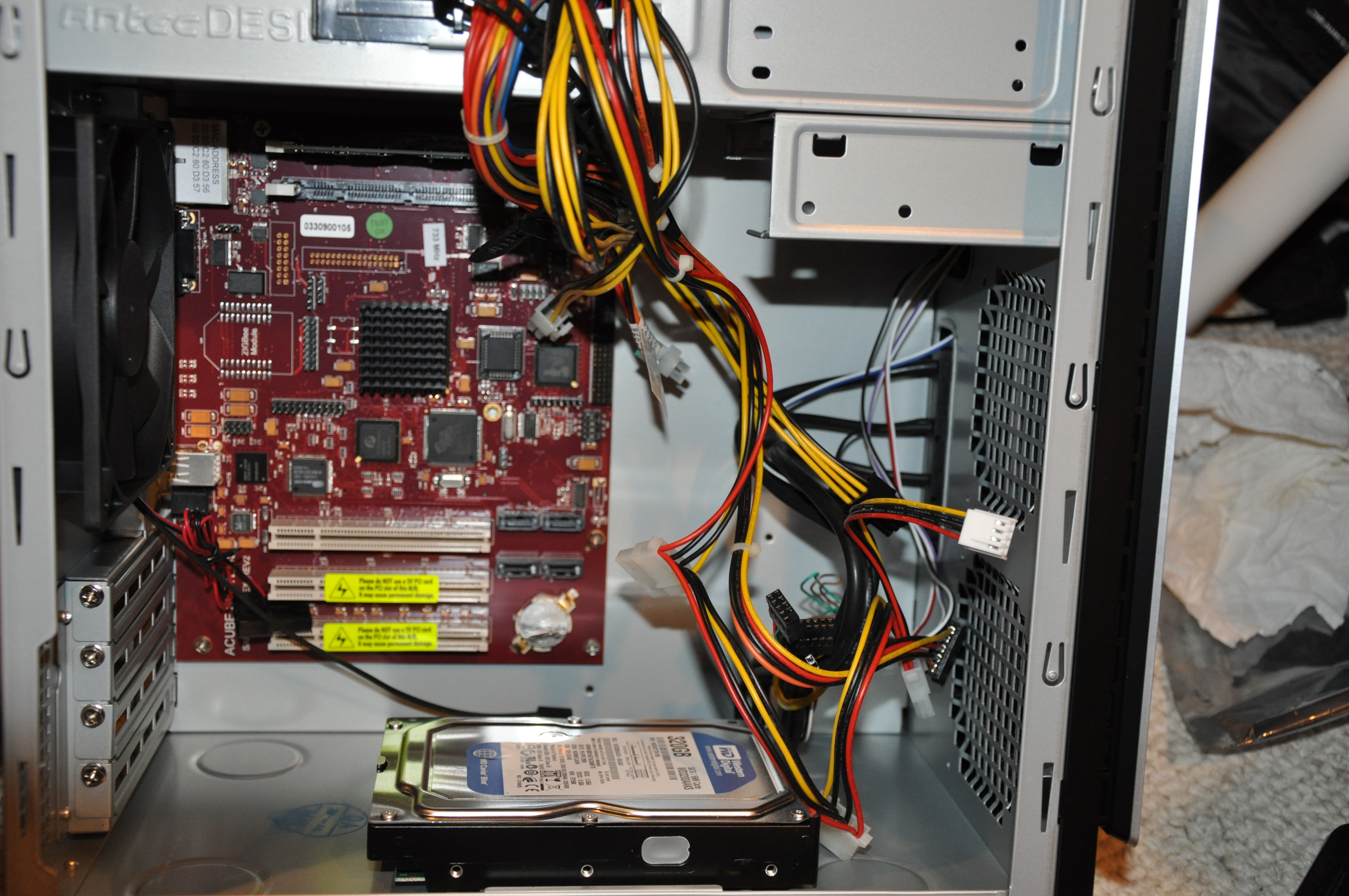
Sam440ep-Flex board mounted in a case

Det finns inget grafikchip på Sam440ep-flex, så man måste använda ett PCI-grafikkort.

#### Prototyp
- 400/533/667 MHz AMCC PowerPC 440EP SoC-processor
- 512 MB DDR SDRAM fastlödda på moderkortet
- 1x 32-bit, 66 MHz PCI slot
- 2x 32-bit, 33 MHz PCI slot
- USB 2.0 OHCI / EHCI NXP PCI controller
- 2× Ethernet 10/100 portar
- 4× Serial ATA portar
- Cirrus Logic CS4281 och Realtek ALC655 audio
- GPIO expansion anslutningshanterare
- FPGA Lattice XP med 80 pin I / O expansion anslutningshanterare
- ZigBee-modul (tillval)

#### Revision 1
Specifikationerna är desamma som för flex prototypen, med undantag för:
- 2x DDR SDRAM, max 1 GB RAM

#### Revision 2
Den 2 april 2009, ACube aviserat tillgången på SAM440ep-flex revidering 2, den har samma specifikationer som flex prototypen med undantag för:
- 667/733/800 MHz AMCC PowerPC 440EP SoC-processor (passiv kylning 800 MHz uppnås genom överklockning)
- 2x DDR SDRAM, max 1 GB RAM
- RAM klockan kör på 147 MHz, i stället för 133 MHz (bara på 733 MHz version)